# Shock rock
Shock rock er rockmusik som anvender flere kneb fra skrækfilmgenren for at skræmme publikum; for eksempel ved at vise henrettelser med makabre og blodige effekter. 
Screamin' Jay Hawkins var en af de første til at spille hvad der kunne betegnes som shock rock. Efter hans succes med hittet "I Put a Spell on You" fra 1956 begyndte Hawkins at have et sceneshow hvor han stod op fra en kiste, sang til et kranium han kaldte Henry og en gummislange uden navn samt detonerede røgbomber. En engelsk variant var Screaming Lord Sutch, som optrådte med et lignende show fra 1960'erne og fremefter.
Shockrockens mest kendte person er nok Alice Cooper, som banede vejen for mange imitatorer, blandt andet sminkede grupper såsom KISS, W.A.S.P. og GWAR, samt inspirerede de tidlige pionerer i genren black metal via hans tekster om Satan og lignende "onde" emner. En anden populær musiker indenfor shock rock er Marilyn Manson.

## Populære Shock Rock-artister
- Alice Cooper
- Marilyn Manson
- Kiss
- Rob Zombie
- GWAR
- Static X
- W.A.S.P.
- Slipknot
- Mushroomhead
- Lordi

## Fodnoter
1. ↑  BILL CRANDALL, "Original Shock Rocker Screamin' Jay Hawkins Dead at Seventy: Screamin' Jay Hawkins dies in hospital near Paris Arkiveret 25. juni 2009 hos  Wayback Machine," Rolling Stone (14. februar 2000).
2. ↑  Dunn, Sam. Metal: A Headbanger's Journey (engelsk). Seville Pictures, Warner Home Video. {{cite AV media}}: Ukendt parameter |date2= ignoreret (hjælp)